# Willi Daume
Wilhelm Karl August Ferdinand Daume, detto Willi (Hückeswagen, 24 maggio 1913 – Monaco di Baviera, 20 maggio 1996), è stato un cestista, dirigente sportivo e imprenditore tedesco.

## Carriera
Con la Germania ha disputato le Olimpiadi del 1936.
Daume è stato presidente del Deutscher Sportbund (1950-1970) e del Nationales Olympisches Komitee für Deutschland (1961-1996).